# Revenge (пісня)
«Revenge», оригінальна назва «Garette's Revenge» — пісня американського репера XXXTentacion. 18 травня 2017 року трек презентовано для електронного завантаження за підтримки студії звукозапису «Empire Distribution». Головний сингл з дебютного студійного альбому «17».

## Підґрунтя
Попередній перегляд композиції відбувся 9 травня 2018 року у Твіттері, за п'ять днів до смерті його подруги Джоселін Флорес, яка наклала на себе руки 14 травня. XXXTentacion присвятив Джоселін пісню після її смерті. Обкладинка альбому — прощальна записка дівчини. В описі до пісні на SoundCloud йдеться: «Я люблю тебе, Гаретт. Спочивай з миром, Джоселін. Я ще помщуся світу».

## Чарти
| Чарти (2017)                      | Пікова позиція |
| --------------------------------- | -------------- |
| Канада (Canadian Hot 100)         | 80             |
| Італія (ІАКЗ)                     | 69             |
| Нова Зеландія (НАКЗ)              | 4              |
| Billboard Hot 100                 | 77             |
| Hot R&B/Hip-Hop Songs (Billboard) | 37             |